# Borolia plana
Borolia plana là một loài bướm đêm trong họ Noctuidae.